# 운 좋은 나라
《운 좋은 나라》(The Lucky Country)는 도널드 혼이 1964년 출판한 책이다.  이 책의 제목은 오스트레일리아의 별칭이 되었고, 일반적으로 긍정적으로 사용되고 있으나, 이 문구의 기원은 책의 문맥에서는 부정적이었다. 이 제목은 오스트레일리아의 천연자원, 날씨, 역사, 초기의 영국 체제 의존성, 세계 다른 지역의 문제로부터의 거리, 기타 유형의 추정되는 번영 등을 지칭하는데 사용되어 왔다.
혼이 이 책을 집필한 의도는 자체적인 정치적, 경제적 체제의 힘보다는 거의 전적으로 운에 기반한 오스트레일리아의 권력과 부의 상승을 묘사하는 것이었는데, 혼은 이 체제를 “2류”이라고 믿었다. 정치적, 경제적 약점 외에도, 혼은 오스트레일리아 국민들 사이에서 예술 부재 속에서의 혁신과 야망 결여, 그리고 순응적이고 지적 문제에 무관심한 국민성을 탄식했다. 또한 혼은 오스트레일리아의 청교도주의와 보수주의, 특히 검열과 정치에 관한 문제에 대해서도 언급했다.

## 같이 보기
- 오스트레일리아의 역사